# Johann Siebold
Johann Siebold (auch Johannes Sieboldt, * 1636 in Gotha; † 1706 in Lübeck) war ein deutscher Mediziner und sächsisch-anhaltinischer Leibarzt.

## Leben
Johann Siebold studierte an der Universitäten in Jena und Altdorf Medizin. 1662 wurde er in Altdorf promoviert. Anschließend war er Physicus in Weißenfels und lehrte als Professor am 1664 gegründeten Gymnasium illustre Augusteum. Später wirkte er als Physicus in Magdeburg und zuletzt als praktischer Arzt in Leipzig und sächsisch-anhaltinischer Leibarzt für Johann Adolph Herzog zu Sachsen, Jülich, Kleve und Berg.
Am 1. November 1678 wurde Johann Siebold mit dem Beinamen Laomedon als Mitglied (Matrikel-Nr. 79) in die Leopoldina aufgenommen.